# Yan Hong
Yan Hong (chiń. 闫红; ur. 23 października 1966) – chińska chodziarka, w 1985 wywalczyła srebrny medal na światowych igrzyskach halowych (na dystansie 3 000 m) i wygrała puchar świata w St John’s na dystansie 10 km. Jest także brązową medalistką Mistrzostw Świata w Lekkoatletyce 1987 na tym dystansie, zaś w latach 1985-1987 była rekordzistką świata w tej konkurencji.